# Катър
Катър се нарича хибридът между мъжки кон (жребец) и женско магаре (магарица).
За разлика от катъра мулето е хибрид между женски кон (кобила) и мъжко магаре.
Терминът „муле“ (на латински: mulus) първоначално е използван за потомството на които и да са 2 животни от различни видове.